# Накло (Ченстоховський повіт)
Накло (пол. Nakło) — село в Польщі, у гміні Лелюв Ченстоховського повіту Сілезького воєводства.
Населення — 576 осіб (2011).
У 1975-1998 роках село належало до Ченстоховського воєводства.

## Демографія
Демографічна структура станом на 31 березня 2011 року:
|          | Загалом | Допрацездатний вік | Працездатний вік | Постпрацездатний вік |
| -------- | ------- | ------------------ | ---------------- | -------------------- |
| Чоловіки | 271     | 45                 | 184              | 42                   |
| Жінки    | 305     | 53                 | 155              | 97                   |
| Разом    | 576     | 98                 | 339              | 139                  |